# The Future Is Wild
The Future Is Wild (Futuro Selvagem, em português) é uma série de 13 documentários britânicos, produzidos em 2002 e exibidos pelo canal Animal Planet (no Brasil, foram exibidos pelo Discovery Channel) em 2003, que mostram através de pesquisas científicas, como poderão ser os animais que habitarão o planeta Terra em milhões de anos no futuro.
Todos os habitats apresentados são baseados nas previsões científicas de como os continentes e o clima da Terra mudarão no futuro. Os animais são todos descendentes evoluídos de animais modernos que possuem grande capacidade de adaptação e portanto são os mais prováveis a sobreviver no futuro.
O documentário mostra três diferentes períodos: 5, 100 e 200 milhões de anos no futuro. Em cada período são mostrados quatro habitats diferentes com suas respectivas criaturas.

## 5 milhões de anos no futuro
5 milhões de anos no futuro, a temperatura do planeta estará muito mais baixa e o mundo terá entrado em outra era do gelo. Os animais deste período terão de se adaptar às frias temperaturas.

### A Europa congelada
Situada muito próxima ao círculo polar ártico, a Europa estará coberta por uma grossa camada de gelo. No local onde antes era Paris, teremos uma paisagem de tundra ideal apenas para animais de sangue quente como mamíferos e aves. Os animais que vivem aqui são:
- Caçador da neve
- Alcatraz-baleia
- Rato-ovelha

### O deserto de sal mediterrâneo
5 milhões de anos no futuro, a África irá colidir com a Europa, fechando o Mar Mediterrâneo e transformando-o em um gigantesco deserto de sal. Os animais que vivem aqui são:
- Créptil
- Gryken
- Scrufa

### A savana amazônica
O clima frio do futuro transformará a exuberante floresta amazônica em uma enorme savana propensa a incêndios. Os animais que vivem aqui são:
- Babuacari
- Carassasino
- Dragão da savana
- Costas-duras

### O deserto frio da América do Norte
O oeste dos Estados Unidos será um enorme deserto de areia frio. Os animais que vivem aqui são:
- Spink
- Planador-da-morte
- Ratoceronte

## 100 milhões de anos no futuro
95 milhões de anos depois, o clima mudou de novo radicalmente. Agora o mundo é bem mais quente e não há mais gelo nem nos polos; um ambiente ideal para quase todas as formas de vida, exceto os mamíferos, dos quais só sobraram formas pequenas. Os continentes mudaram muito: a Antártida moveu-se um pouco mais pro norte que agora possui grandes florestas tropicais; a Austrália se chocou com a Ásia, criando a maior cadeia de montanhas do mundo.

### O pântano de Bengala
Com o gelo da era glacial e as calotas polares derretidas, boa parte da Índia ficou semi-submersa criando na região de Bengala um grande pântano salgado. Onde a terra e o mar se encontram, animais marinhos como o polvo puderam evoluir para criaturas terrestres. Os seres que vivem aqui são:
- Peixe-gato-eléctrico
- Pantanolvo
- Peixe invisível
- Vaso berçário

### Os mares rasos
O derretimento do gelo fez com que o nível do mar aumentasse muito e alagasse áreas costeiras, criando pelo mundo todo os chamados mares rasos. Aqui há recifes de algas (os corais estão extintos) e muitas criaturas aquáticas evoluirão para dominar esse novo ambiente. Os seres que vivem aqui são:
- Navio Fantasma
- Planadores do recife
- Aranhas pescadoras
- Alga vermelha

### As selvas da Antártida
No futuro, a Antártida se deslocou um pouco pro norte e agora possui grandes florestas tropicais. Como não há animais terrestres no continente, essas florestas foram colonizadas por aves e insetos. Os seres que vivem aqui são:
- Ave-bombardeira
- Falsa-ave-bombardeira
- Mosca falcão
- Besouro cospe fogo
- Flor cospe fogo
- Corta-barata
- Pássaro bandeira

### O grande platô
Devido à constante movimentação dos continentes, 100 milhões de anos no futuro, a Austrália se deslocará para o norte e se chocará com a Ásia, formando uma enorme elevação conhecida como o Grande Platô. Os seres que vivem aqui são:
- Quadriptéros azul
- Aranha-prateada
- Poglle
- Árvore gramínea

## 200 milhões de anos no futuro
Num futuro ainda mais distante, ocorrerá uma enorme extinção em massa causada por erupções vulcânicas e todos os continentes se unirão novamente formando uma grande massa de terra conhecida como Terra Orientallis. Consequentemente também haverá apenas um gigantesco oceano global. Todos os vertebrados terrestres serão extintos e os artrópodes e moluscos colonizarão a terra.

### O deserto central
Cobrindo praticamente toda a extensão do supercontinente, haverá um deserto sem fim. Aqui, a única água fica no subsolo. Os organismos que vivem aqui são:
- Terramita
- Verme da caverna
- Verme folha
- Verme laço
- Bactéria luminosa

### O oceano global
No gigantesco oceano global, quase todos os peixes saíram do mar para colonizar o ambiente aéreo. Tubarões, lulas e crustáceos dominam essa vasta imensidão azul onde, sem continentes para barrar os ventos, ventanias monstruosas e ondas enormes são constantes. Os organismos que vivem aqui são:
- Lula arco-íris
- Voapeixe marinho
- Tubalumni
- Caracóide

### O deserto atrás das montanhas
A leste do supercontinente, grandes montanhas barram os ventos fortes que sopram do oceano. Atrás das montanhas está um deserto onde quase não há comida, então muitos animais dependem diretamente da comida dos oceanos, trazida até ali pelas ventanias. Os organismos que vivem aqui são:
- Besouro colibri
- Saltador do deserto
- Larva cruel
- Garrafa da morte

### A floresta de líquens
Na parte norte do supercontinente, concentram-se todas as chuvas. Aqui, líquens gigantes evoluíram formando enormes florestas tropicais. Os organismos que vivem aqui são:
- Voapeixe da floresta
- Mega lula
- Lula gibão
- Molde deslizador
- Árvore líquen

## Produção
O documentário é feito em computação gráfica. A ideia foi baseada no livro de Dougal Dixon After Man: A Zoology of the Future. O próprio Dixon colaborou com o projeto.